# فراری (فیلم ۲۰۰۳)
فِراری (انگلیسی: Ferrari) یک مینی‌سریال زندگینامه‌ای است که در سال ۲۰۰۳ منتشر شد. از بازیگران آن می‌توان به سرجو کاستلیتو اشاره کرد.